# Jak na věc v LA
Jak na věc v LA (Going Down in LA-LA Land) je americký hraný film z roku 2011, který režíroval Casper Andreas podle stejnojmenného románu Andyho Zeffera. Film zachycuje snahu začínajícího herce prosadit se v Los Angeles. Snímek měl světovou premiéru na Miami Gay & Lesbian Film Festival 1. května 2011.

## Děj
Adam se jako herec neprosadil v New Yorku, proto se rozhodne přestěhovat do Los Angeles a doufá, že zde bude mít větší štěstí. Ubytuje se u své kamarádky Candy, která se pokouší neúspěšně o hereckou kariéru. Adam hledá práci přes agenturu, ale žádné nabídky mu nechodí. V posilovně potká Nicka, který pracuje jako režisér a fotograf pro produkční společnost, která se zabývá výrobou gay pornografie. Nabídne mu práci, Adam ale souhlasí pouze s administrativou a distribucí DVD. Nabídky na účinkování v pornu odmítá. Tím začne jeho vztah s Nickem. Nicméně posléze z nedostatku peněz souhlasí s natočením jednoho pornofilmu. Jeho šéf Ron mu nabídne, že by mohl dělat escort pro celebrity a tím se dostat ke kontaktům, aby prorazil jako herec. Tím se Adam seznámí s Johnem Vistellim, slavným hercem z populárního televizního sitcomu Life Lessons. Začnou se vídat pravidelně a John nabídne Adamovi, aby mu dělal osobního asistenta. Mezitím se Adam rozejde s Nickem, který je závislý na drogách. Později se však provalí Adamova minulost a vztah Johna s Adamem se dostane do novin. John se rozhodne s Adamem rozejít, aby si nezničil kariéru. Pro Adama to znamená zhroucení jeho snu.

## Obsazení
| Matthew Ludwinski | Adam    |
| Allison Lane      | Candy   |
| Michael Medico    | John    |
| Casper Andreas    | Nick    |
| John Schile       | Ron     |
| Jesse Archer      | Matthew |
| Bruce Vilanch     | Missy   |
| Judy Tenuta       | Zinnea  |
| Angelina Hong     | Kim     |